# 東京モノレール600形電車
東京モノレール600形電車（とうきょうモノレール600がたでんしゃ）は、かつて東京モノレールに在籍していた跨座式モノレール電車である。

## 概要
最初の車両は1977年（昭和52年）7月に、開業以来の小型車100形・200形・300形・350形を置き換えるために登場した。
本車の開発にあたっては、500形の問題点が検討され、「軽量化」「保守性向上」「居住性向上」「都市デザインの追求」「大量安全輸送対策」「無公害性」の6つの改善指向が特に考慮された上で開発が行われた。
先頭車の前面デザインは切妻構造に、単調さにアクセントをつけるべくFRP製の縁取り(先頭部マウント)を取り付けたいわゆる"額縁スタイル"である。額にはエンブレムが取り付けられた。500形の普通鋼製車体からアルミ合金製車体に変更され、軽量化が図られた。また、車体側面下部のスカートを大型化し（601は大型のスカートだったが、616では形状が変更されている）、台車周辺に吸音材を設けたことにより騒音の低減が図られた。
運転台は背面機器の小型化により可能な限り広いスペースを取った他、従来の半仕切構造を取りやめて客室と完全に仕切られた完全仕切り構造(密閉型)を採用した。制御機器や台車の基本構成は併結を考慮したため概ね500形と同様であるが、弱め界磁による主回路電流の向上が行われて高速時の加速力が向上した他、各機器の小型化・保守性向上が図られている。
座席は扉間の2人掛け・3人掛けのクロスシートは全て2人掛けとなり、通路幅が従来の500mmから750mmへと広げられ乗客の流動性が改善された。側窓は上段下降・下段上昇式で、上段は240mm下降、下段は40mm上昇する。アルミユニット窓で、換気装置は500形までのファンデリアが製造終了になったため、ラインデリア(1編成ごとに10台搭載)に変更され、他に換気のための排気扇(1編成ごとに4台搭載)が設けられた。登場時は冷房装置は搭載されなかった。
片運転台の奇数番号車と偶数番号車を背中合わせに連結したものが1ユニットであり、2～3ユニットを連結した4～6両で運転され、500・700・800形との連結も可能であった。
|             | ← 浜松町羽田 → !rowspan="3"\|備考 | ← 浜松町羽田 → !rowspan="3"\|備考 |              |
| 形式        | 600（奇数車）                     | 600（偶数車）                     |              |
| 種別        | 貫通型先頭車                      | 貫通型先頭車                      |              |
| ----------- | --------------------------------- | --------------------------------- | ------------ |
| 2両ユニット | 601                               | 602                               | 大型スカート |
| 2両ユニット | 603                               | 604                               |              |
| 2両ユニット | 605                               | 606                               |              |
| 2両ユニット | 607                               | 608                               |              |
| 2両ユニット | 609                               | 610                               |              |
| 2両ユニット | 611                               | 612                               |              |
| 2両ユニット | 613                               | 614                               |              |
| 2両ユニット | 615                               | 616                               |              |
| 2両ユニット | 617                               | 618                               |              |
| 2両ユニット | 619                               | 620                               |              |
| 2両ユニット | 621                               | 622                               |              |
| 2両ユニット | 623                               | 624                               |              |

| ← 浜松町羽田 →                  | ← 浜松町羽田 →                  | ← 浜松町羽田 →  | ← 浜松町羽田 →  | ← 浜松町羽田 →                  | ← 浜松町羽田 →                  |
| 1                               | 2                               | 3               | 4               | 5                               | 6                               |
| ------------------------------- | ------------------------------- | --------------- | --------------- | ------------------------------- | ------------------------------- |
| 600形（奇数車） 700形（奇数車） | 600形（偶数車） 700形（偶数車） | 800形（奇数車） | 800形（偶数車） | 600形（奇数車） 700形（奇数車） | 600形（偶数車） 700形（偶数車） |
| 編成端ユニット                  | 編成端ユニット                  | 中間ユニット    | 中間ユニット    | 編成端ユニット                  | 編成端ユニット                  |

## 製造
1977年から24両が日立製作所で製造された。1982年からは、本形式の改良型である冷房装置を搭載した700・800形が製造された。

## 改造
1983年（昭和58年）に冷房装置の搭載と車内の台車上に荷物置き場が設けられた。このとき、冷房装置搭載に伴う車輌重量増加に対応するため、立席スペースの一部を立入禁止としている。

## 廃車
1000形の登場によって廃車が進み、1997年（平成9年）に2000形と入れ替わる形で最後の2両が廃車、全廃された。